# Curva cupón cero
Se denomina curva cupón cero a la construida con los tipos de interés para diferentes plazos que cumplen la ecuación {\displaystyle FC_{t}=(1+i)^{t}} que se corresponde con la cantidad a pagar (FC) por una unidad monetaria prestada hoy y devuelta en el momento t. Tanto el tipo de interés i como t se expresan en años. El inverso multiplicativo de FC es:
{\displaystyle {1 \over FC_{t}}=FD_{t}=(1+i)^{-t}}
Los valores {\displaystyle FD_{t}} se denominan factores de descuento.
A diferencia de otros tipos de curvas de tipos de interés, por ejemplo la del euribor a 1 mes, 3 meses, etc. o la curva de tipos swap o la curva de rendimientos de bonos de gobiernos, no es una curva que sea observable directamente en los mercados financieros, especialmente para plazos superiores a un año.
Pero esta curva es muy importante ya que simplifica mucho el desarrollo y formulación matemática y el cálculo de valoración de todo tipo de instrumentos financieros.
A partir de diferentes curvas observables en el mercado (mercado monetario, swaps de tipos de interés, etc.) se construye la curva cupón cero. Se utilizan diferentes metodologías para su cálculo y, en especial, estimación para puntos no observables de la curva de tipos, como por ejemplo, el "bootstrapping".